# Указ по галерам

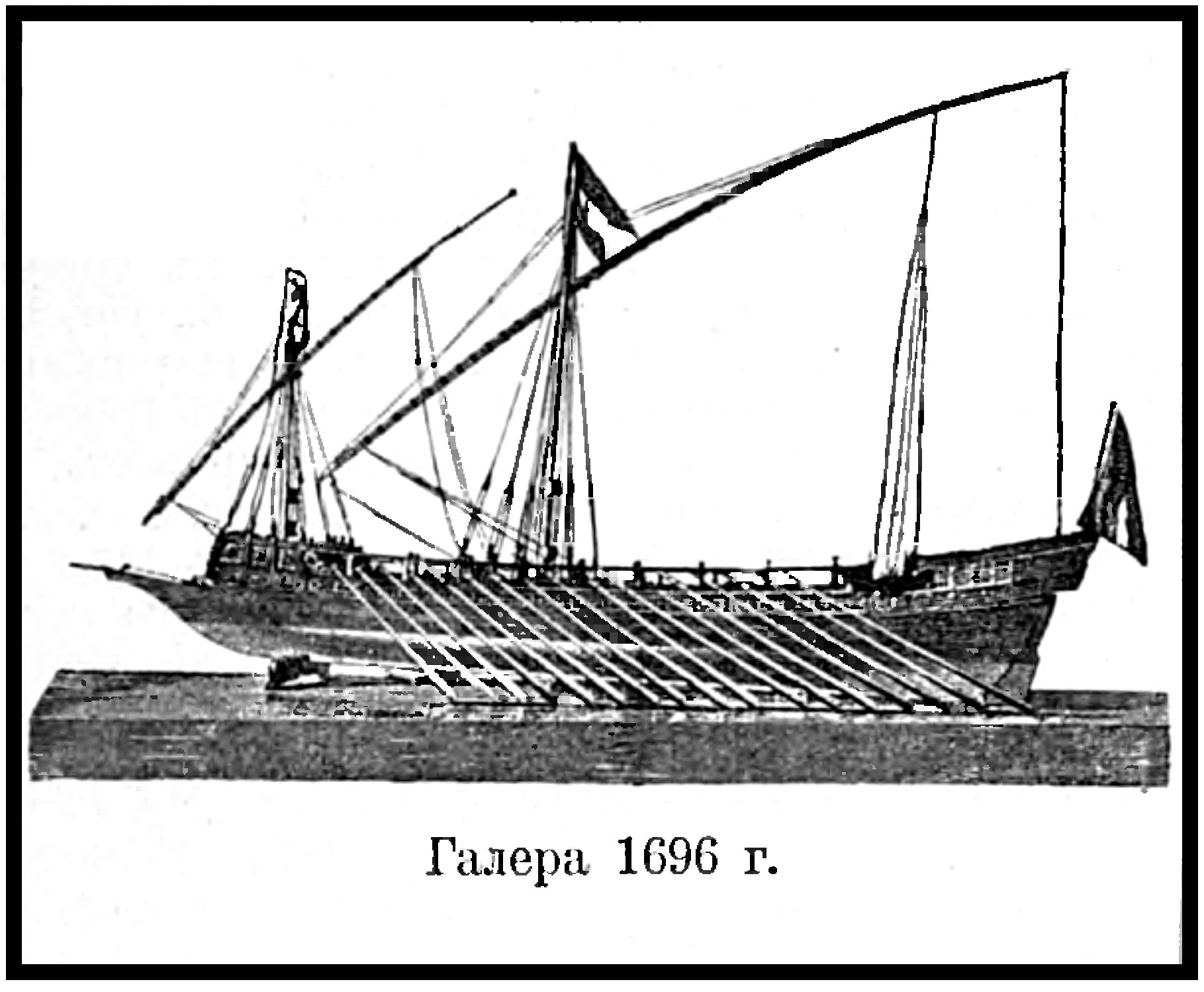
Галера, 1696 года.

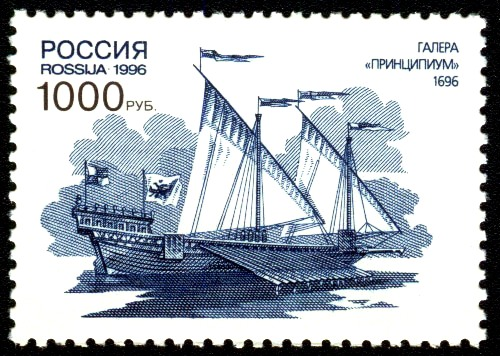
Изображение русской галеры «Принципиум», на почтовой марке, Почта России, 1996 год.

Указ по галерам — десять правил, разработанных, 3 мая 1696 года, Петром I во время второго Азовского похода для капитанов галер. 
Русское государство стремилось вернуться к Русскому морю. Петр Алексеевич став государем предполагал для начала выйти на берега Азовского моря, создать здесь морскую силу, и уже с её помощью продвигаться дальше. Всевозможные мастера и специалисты по различным отраслям морского дела были выписаны из Голландии. По прибытии заказанной галеры в Преображенское, по её образцу приступили к выделке частей 22-х таких галер и нескольких мелких судов. По мере готовности эти части, по зимнему пути, перевозились в город Воронеж, где была устроена верфь и мастерские, здесь привезённые части собирались и суда изготовлялись к Азовскому походу. Кроме того, тут строились самостоятельно два галеаса. К началу мая эта флотилия была готова, и 3 мая она тронулась в путь. Так как этот вид (тип) корабля в Вооружённых силах Русского царства появился впервые то и потребовался и руководящий документ. Указ по галерам считается прототипом военно-морского устава регулярного Русского флота. В этом же году (1696), решая вопрос о «бытии морских судов» (постановление: «морским судам быть») в боярской думе села Преображенского, Пётр Алексеевич приказал указом 24 ноября «в Брянске сделать 100 стругов добрых по образцу, каков прислан будет с Москвы, с шестидесяти дворов — струг». 

## История
С начала апреля 1696 года на реке Воронеж завершалось также и строительство стругов. 2 апреля в Воронеже торжественно были спущены на воду три галеры: «Принципиум», «Святой Марк» и «Святой Матвей». 7 апреля погода вновь испортилась, поэтому остальные галеры спускали позже. Галера голландской постройки оставалась на берегу, скорее всего, в ожидании болеющего адмирала Лефорта. Только 17 апреля, на следующий день после его прибытия, галера была спущена на воду. Корабль «Апостол Павел» достроить к началу похода не успели. Корабль «Апостол Пётр» спустили 26 апреля, но скорее всего его готовность оценивалась выполнением условия — лишь бы держался на воде.
С 23 апреля струги с войсками и грузом начали начали спускаться к Азову. Первый отряд 8 галер выступил под командованием командира галеры «Принципиум» Петра Алексеева (царя Петра I), 4 мая отправился и отряд адмирала Лефорта, 10 мая — отряд из 7 галер под командованием вице-адмирала Лима, а 17 мая — отряд из 4 брандер капитана шаутбенахта де Лозьера. Большая часть судов и кораблей достраивалась в течение похода.
Находясь на галере «Принципиум» 8 мая Пётр I составил 15 правил, которые были объявлен как Указ по галерам.

## Описание
В Уставе по галерам Пётр I установил правила передачи сигналов, подаваемых начальником эскадры, а также требования к капитанам. В указе расписывалось, что сигналы можно подавать выстрелами, барабанным боем, флагами, а ночью — фонарями. Согласно «Уставу по галерам» капитаны обязаны были действовать совместно. Им запрещалось покидать друг друга, особенно в бою: «… если в бою кто товарища своего покинет … такого наказать смертью…». За остановку на якоре далеко друг от друга полагался штраф в 1 рубль, а за несоблюдение своего места — 4 рубля.